# Старое Иванаево
Старое Иванаево — село в Чистопольском районе Татарстана. Входит в состав Кубасского сельского поселения.

## География
Находится в центральной части Татарстана на расстоянии приблизительно 11 км по прямой на западо-юго-запад от районного центра города Чистополь у речки Большая Бахта.

## История
Основано на рубеже XVII—XVIII веков. В начале XX века здесь располагались волостное правление, этапный дом; действовали Вознесенская церковь, земская школа.

## Население
Постоянных жителей было: в 1782 — 122 души мужского пола, в 1859 — 488, в 1897 — 870, в 1908 — 1320, в 1920 — 1300, в 1926 — 1187, в 1938 — 723, в 1949 — 475, в 1958 — 374, в 1970 — 283, в 1979 — 172, в 1989 — 129, в 2002 — 146 (русские 83 %), 128 — в 2010.